# Phalanger carmelitae
Phalanger carmelitae е вид бозайник от семейство Phalangeridae.

## Разпространение
Видът е разпространен в Индонезия и Папуа Нова Гвинея.